# آرتم آقامالیان
آرتم پوغوسی آقامالیان (ارمنی: Արտեմ Պողոսի Աղամալյան؛ زادهٔ ۱۵ ژانویهٔ ۱۸۸۲ - ۶ فوریهٔ ۱۹۶۳) یک سیاستمدار اهل ارمنستان بود که از تاریخ ۱۹۳۲ تا تاریخ ۱۹۳۵ سمت وزیر کار و امور اجتماعی ارمنستان شوروی را برعهده داشت.

## زندگی‌نامه
در ۱۵ ژانویهٔ ۱۸۸۲ در سارگساشن به دنیا آمد . وی برنده جوایزی همچنین نشان پرچم سرخ کار و نشان پرچم سرخ شده است. وی در ۶ فوریهٔ ۱۹۶۳ در سن ۸۱ سالگی در ایروان درگذشت.